# Belén (Uruguay)
Belén è un comune dell'Uruguay, situato nel Dipartimento di Salto.